# Елизаветинское сельское поселение (Ленинградская область)
Елизаве́тинское се́льское поселе́ние — упразднённое муниципальное образование на территории Гатчинского муниципального округа Ленинградской области. Бывший административный центр — посёлок Елизаветино. На территории поселения находились 26 населённых пунктов — один посёлок и 25 деревень.

## Географическое положение
- Общая площадь: 128,8 км²
- Общая численность населения 5526 чел.
- Нахождение: юго-западная часть Гатчинского муниципального округа
- Граничило с:
  - на западе — с Волосовским муниципальным районом
  - на севере — с Сяськелевским сельским поселением
  - на востоке — с Войсковицким сельским поселением
  - на юге — с Большеколпанским сельским поселением

По территории бывшего поселения проходят автодороги:
- 41А-002 (Гатчина — Ополье)
- 41К-103 (Никольское — Шпаньково)
- 41К-104 (Елизаветино — Скворицы)
- 41К-219 (Елизаветино — Фьюнатово)
- 41К-225 (Большие Борницы — Луйсковицы)
- 41К-506 (Холоповицы — Шпаньково)

Расстояние от бывшего административного центра поселения до центра муниципального округа — 29 км
По территории упразднённого поселения проходит железная дорога Гатчина — Ивангород, имеется станция Елизаветино.

## История
В начале 1920-х годов в составе Венгисаровской волости Детскосельского уезда был образован Елизаветинский сельсовет. 12 августа 1922 года Венгисаровская волость вошла в состав вновь образованного Троцкого уезда. В августе 1927 года Елизаветинский сельсовет вошёл в состав Троцкого района Ленинградской области.
10 июля 1959 года в состав Елизаветинского сельсовета вошёл упразднённый Смольковский сельсовет.
18 января 1994 года постановлением главы администрации Ленинградской области № 10 «Об изменениях административно-территориального устройства районов Ленинградской области» Елизаветинский сельсовет, также как и все другие сельсоветы области, преобразован в Елизаветинскую волость.
1 января 2006 года в соответствии с областным законом № 113-оз от 16 декабря 2004 года образовано Елизаветинское сельское поселение, в его состав вошла территория бывшей Елизаветинской волости.
Упразднено 13 мая 2024 года в связи с образованием Гатчинского муниципального округа вместо Гатчинского района.

## Население
| 2006  | 2010  | 2011  | 2012  | 2013  | 2014  | 2015  |
| ----- | ----- | ----- | ----- | ----- | ----- | ----- |
| 4900  | ↗5504 | ↗5508 | ↗5649 | ↗5748 | ↗5782 | ↘5774 |
| 2016  | 2017  | 2018  | 2019  | 2020  | 2021  | 2023  |
| ↗5845 | ↘5815 | ↗5863 | ↘5842 | ↘5721 | ↗6455 | ↘6410 |
| 2024  |       |       |       |       |       |       |
| ↘6396 |       |       |       |       |       |       |

Бо́льшая часть населения проживает в посёлке Елизаветино и деревне Шпаньково.

## Состав сельского поселения
| №  | Населённый пункт | Тип населённого пункта          | Население    |
| -- | ---------------- | ------------------------------- | ------------ |
| 1  | Авколево         | деревня                         | ↘8 (2017)    |
| 2  | Алексеевка       | деревня                         | ↘31 (2017)   |
| 3  | Березнево        | деревня                         | ↗56 (2017)   |
| 4  | Большие Борницы  | деревня                         | ↘69 (2017)   |
| 5  | Вероланцы        | деревня                         | ↗97 (2017)   |
| 6  | Волгово          | деревня                         | ↘5 (2017)    |
| 7  | Дубицы           | деревня                         | ↘20 (2017)   |
| 8  | Дылицы           | деревня                         | ↘73 (2017)   |
| 9  | Елизаветино      | посёлок, административный центр | ↗3420 (2017) |
| 10 | Ермолино         | деревня                         | ↘2 (2017)    |
| 11 | Заполье          | деревня                         | ↘3 (2017)    |
| 12 | Ижора            | деревня                         | ↘15 (2017)   |
| 13 | Колодези         | деревня                         | ↘49 (2017)   |
| 14 | Луйсковицы       | деревня                         | ↘156 (2017)  |
| 15 | Малые Борницы    | деревня                         | ↘59 (2017)   |
| 16 | Натальевка       | деревня                         | ↘35 (2017)   |
| 17 | Новая            | деревня                         | ↗53 (2017)   |
| 18 | Ознаково         | деревня                         | ↘45 (2017)   |
| 19 | Пульево          | деревня                         | ↘1 (2017)    |
| 20 | Раболово         | деревня                         | ↗131 (2017)  |
| 21 | Смольково        | деревня                         | ↘11 (2017)   |
| 22 | Таровицы         | деревня                         | ↘41 (2017)   |
| 23 | Холоповицы       | деревня                         | ↗89 (2017)   |
| 24 | Шпаньково        | деревня                         | ↗1250 (2017) |
| 25 | Эду              | деревня                         | →4 (2017)    |
| 26 | Яскелево         | деревня                         | ↘10 (2017)   |

### Упразднённые населённые пункты
В 1970 году были сняты с учёта деревни, из которых выбыло всё население: Большое Верепье, Малое Верепье, Валерьяновка, Малое Шпаньково.

## Экономика
На территории муниципального образования находились 102 предприятия производственной и непроизводственной сферы.
Основными сельскохозяйственными предприятиями являлись бывшие совхозы — «Дружба» в Елизаветино и «Нива» в Шпаньково.